# Mistrzostwa Świata w Lekkoatletyce 2005 – rzut dyskiem mężczyzn
Rzut dyskiem mężczyzn – jedna z konkurencji rozgrywanych podczas lekkoatletycznych mistrzostw świata w 2005. Eliminacje odbyły się 6 sierpnia, a finał został rozegrany 7 sierpnia.
Do eliminacji zgłoszonych zostało 27 zawodników z 21 państw. Dwunastka lekkoatletów z najlepszymi wynikami w fazie eliminacji (lub tych, którzy osiągnęli rezultat co najmniej 63,50 m) awansowała do finałowej rywalizacji.
Zawody w tej konkurencji wygrał reprezentant Litwy Virgilijus Alekna. Drugą pozycję zajął zawodnik z Estonii Gerd Kanter, trzecią zaś reprezentujący Niemcy Michael Möllenbeck.

## Wyniki

### Eliminacje
Grupa A
| Miejsce | Zawodnik             | Państwo           | Podejście | Podejście | Podejście | Wynik końcowy | Uwagi |
| Miejsce | Zawodnik             | Państwo           | #1        | #2        | #3        | Wynik końcowy | Uwagi |
| ------- | -------------------- | ----------------- | --------- | --------- | --------- | ------------- | ----- |
| 1.      | Gerd Kanter          | Estonia           | X         | 65,76     |           | 65,76         |       |
| 2.      | Jason Tunks          | Kanada            | 61,98     | 64,02     |           | 64,02         |       |
| 3.      | Michael Möllenbeck   | Niemcy            | 62,03     | 63,71     |           | 63,71         |       |
| 4.      | Frantz Kruger        | Południowa Afryka | 61,89     | 61,24     | 63,44     | 63,44         |       |
| 5.      | Jarred Rome          | Stany Zjednoczone | 61,50     | 61,92     | 62,72     | 62,72         |       |
| 6.      | Carl Brown           | Stany Zjednoczone | X         | 61,91     | 60,34     | 61,91         |       |
| 7.      | Bogdan Piszczalnikow | Rosja             | X         | 60,87     | 61,17     | 61,17         |       |
| 8.      | Jo Van Daele         | Belgia            | X         | 61,12     | 60,76     | 61,12         |       |
| 9.      | Wasil Kapciuch       | Białoruś          | 59,51     | 59,13     | 61,04     | 61,04         |       |
| 10.     | Frank Casañas        | Kuba              | X         | 60,94     | X         | 60,94         |       |
| 11.     | Jorge Balliengo      | Argentyna         | 60,40     | X         | X         | 60,40         |       |
| 12.     | Abbas Samimi         | Iran              | 59,21     | X         | 60,25     | 60,25         |       |
| 13.     | Gabor Maté           | Węgry             | 58,97     | X         | X         | 58,97         |       |
| –       | Rutger Smith         | Holandia          | DNS       | DNS       | DNS       | DNS           |       |

Grupa B
| Miejsce | Zawodnik           | Państwo           | Podejście | Podejście | Podejście | Wynik końcowy | Uwagi |
| Miejsce | Zawodnik           | Państwo           | #1        | #2        | #3        | Wynik końcowy | Uwagi |
| ------- | ------------------ | ----------------- | --------- | --------- | --------- | ------------- | ----- |
| 1.      | Virgilijus Alekna  | Litwa             | 68,79     |           |           | 68,79         |       |
| 2.      | Lars Riedel        | Niemcy            | 66,22     |           |           | 66,22         | SB    |
| 3.      | Mario Pestano      | Hiszpania         | 61,10     | 65,04     |           | 65,04         |       |
| 4.      | Andrzej Krawczyk   | Polska            | 59,31     | 59,60     | 64,51     | 64,51         |       |
| 5.      | Zoltán Kővágó      | Węgry             | 54,83     | 64,30     |           | 64,30         |       |
| 6.      | Ian Waltz          | Stany Zjednoczone | 64,30     |           |           | 64,30         |       |
| 7.      | Aleksander Tammert | Estonia           | 64,02     |           |           | 64,02         |       |
| 8.      | Libor Malina       | Czechy            | X         | 60,72     | 62,41     | 62,41         |       |
| 9.      | Vikas Gowda        | Indie             | 61,66     | 62,04     | 61,90     | 62,04         |       |
| 10.     | Roland Varga       | Węgry             | 61,94     | 61,65     | 61,77     | 61,94         |       |
| 11.     | Wu Tao             | Chiny             | 61,75     | X         | 57,54     | 61,75         |       |
| 12.     | Gaute Myklebust    | Norwegia          | 58,98     | 60,00     | 59,75     | 60,00         |       |
| 13.     | Timo Tampuri       | Finlandia         | X         | X         | 59,11     | 59,11         |       |

### Finał
| Miejsce | Zawodnik           | Państwo           | Podejście | Podejście | Podejście | Podejście | Podejście | Podejście | Wynik końcowy | Uwagi |
| Miejsce | Zawodnik           | Państwo           | #1        | #2        | #3        | #4        | #5        | #6        | Wynik końcowy | Uwagi |
| ------- | ------------------ | ----------------- | --------- | --------- | --------- | --------- | --------- | --------- | ------------- | ----- |
| 01 !    | Virgilijus Alekna  | Litwa             | 63,93     | 67,90     | 68,10     | 66,75     | X         | 70,17     | 70,17         | CR    |
| 02 !    | Gerd Kanter        | Estonia           | X         | 64,99     | 65,10     | 68,57     | 65,53     | 62,64     | 68,57         |       |
| 03 !    | Michael Möllenbeck | Niemcy            | X         | 65,24     | 64,99     | 65,95     | X         |           | 65,95         |       |
| 4.      | Aleksander Tammert | Estonia           | 62,28     | 63,59     | 63,18     | 64,18     | 63,50     | 64,84     | 64,84         |       |
| 5.      | Ian Waltz          | Stany Zjednoczone | 63,88     | 64,05     | X         | X         | 64,27     | 64,02     | 64,27         |       |
| 6.      | Frantz Kruger      | Południowa Afryka | 63,19     | 61,47     | 60,92     | 63,64     | 64,23     | X         | 64,23         |       |
| 7.      | Jarred Rome        | Stany Zjednoczone | 64,22     | 61,87     | X         | 62,64     | 63,68     | X         | 64,22         |       |
| 8.      | Jason Tunks        | Kanada            | 63,39     | 63,77     | X         | X         | X         | X         | 63,77         |       |
| 9.      | Lars Riedel        | Niemcy            | 63,05     | X         | 62,47     | NQ        | NQ        | NQ        | 63,05         |       |
| 10.     | Zoltán Kővágó      | Węgry             | 62,94     | 62,68     | 59,61     | NQ        | NQ        | NQ        | 62,94         |       |
| 11.     | Mario Pestano      | Hiszpania         | 62,75     | 60,32     | X         | NQ        | NQ        | NQ        | 62,75         |       |
| 12.     | Andrzej Krawczyk   | Polska            | 59,58     | 61,00     | 62,71     | NQ        | NQ        | NQ        | 62,71         |       |